# La Fage-Montivernoux
La Fage-Montivernoux – miejscowość i gmina we Francji, w regionie Oksytania, w departamencie Lozère.
Według danych na rok 1990 gminę zamieszkiwały 204 osoby, a gęstość zaludnienia wynosiła 5 osób/km² (wśród 1545 gmin Langwedocji-Roussillon Fage-Montivernoux plasuje się na 705. miejscu pod względem liczby ludności, natomiast pod względem powierzchni na miejscu 93.).